# Torre del Ayuntamiento de Cracovia
La Torre del Ayuntamiento de Cracovia, Polonia (en polaco: Wieża ratuszowa w Krakowie) es uno de los monumentos más importantes de la Plaza del Mercado en el centro histórico de Cracovia.
La torre es la única parte que sobrevive del antiguo Ayuntamiento de Cracovia (Ratusz, véase la pintura debajo) demolido en 1820 como parte del proyecto para abrir la Plaza del mercado. Sus bodegas albergaron una prisión con una sala de torturas medieval.

## Historia

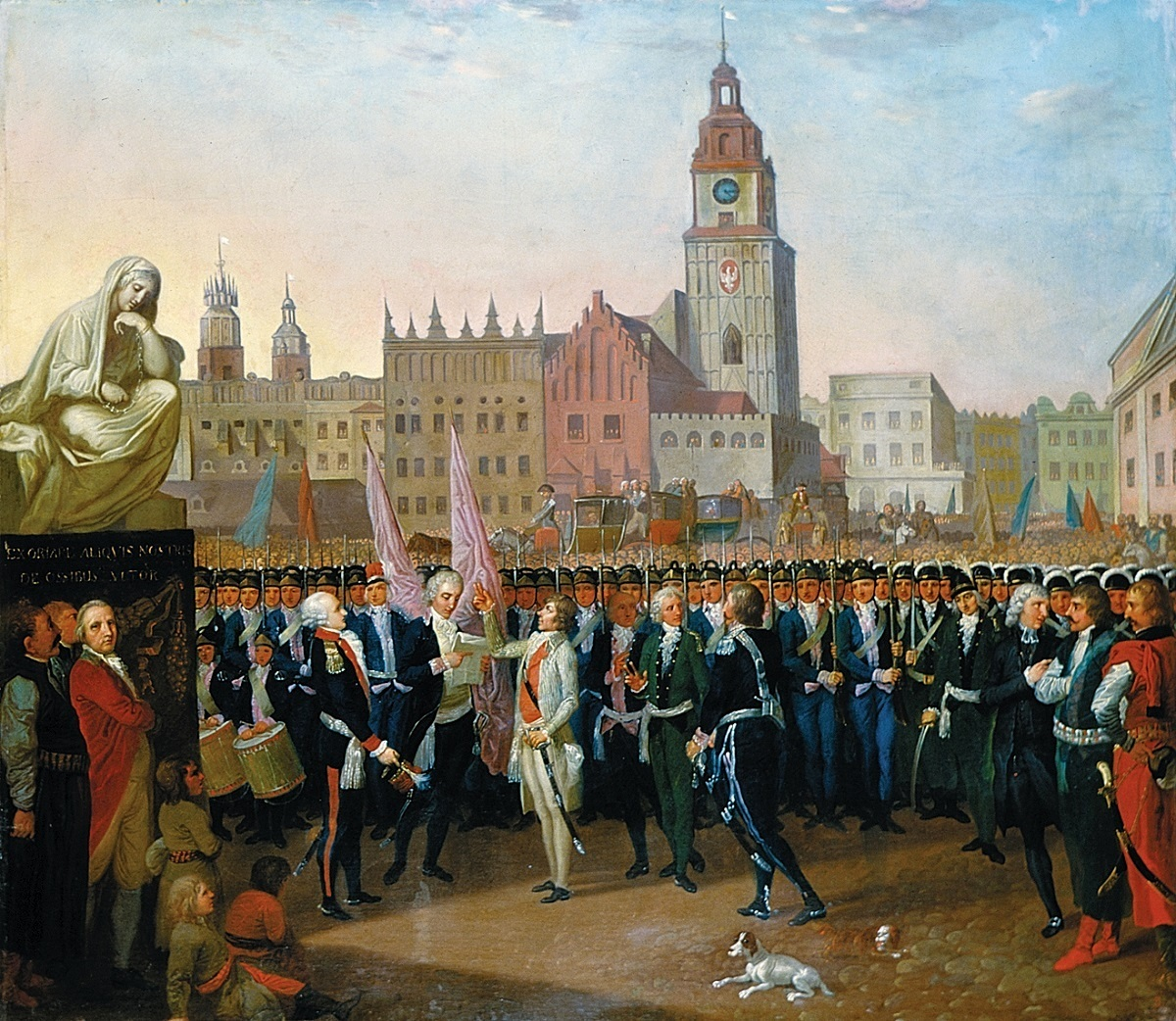
Nótese el Ayuntamiento de ladrillo rojo con un bastión blanco todavía en pie en esta pintura de Franciszek Smuglewicz (1797).

Construido de piedra y ladrillos a finales del siglo XIII, esta gran torre gótica del antiguo Ayuntamiento tiene 70 metros de altura y está inclinada solo 55 centímetros, resultado de una tormenta en 1703. La última planta de la torre, con una plataforma de observación, está abierta a los visitantes.
El casco gótico original que adornaba la torre fue consumido por el fuego causado por un rayo en 1680. La posterior reconstrucción de la torre se realizó entre 1683 y 1686. La obra fue dirigida por el arquitecto real Piotr Beber, quien diseñó el nuevo e imponente casco barroco, que sobrevivió solo hasta 1783. En aquel año, el casco comenzó a derrumbarse, y fue sustituido por una estructura más pequeña patrocinada por el Arzobispo Kajetan Sołtyk.

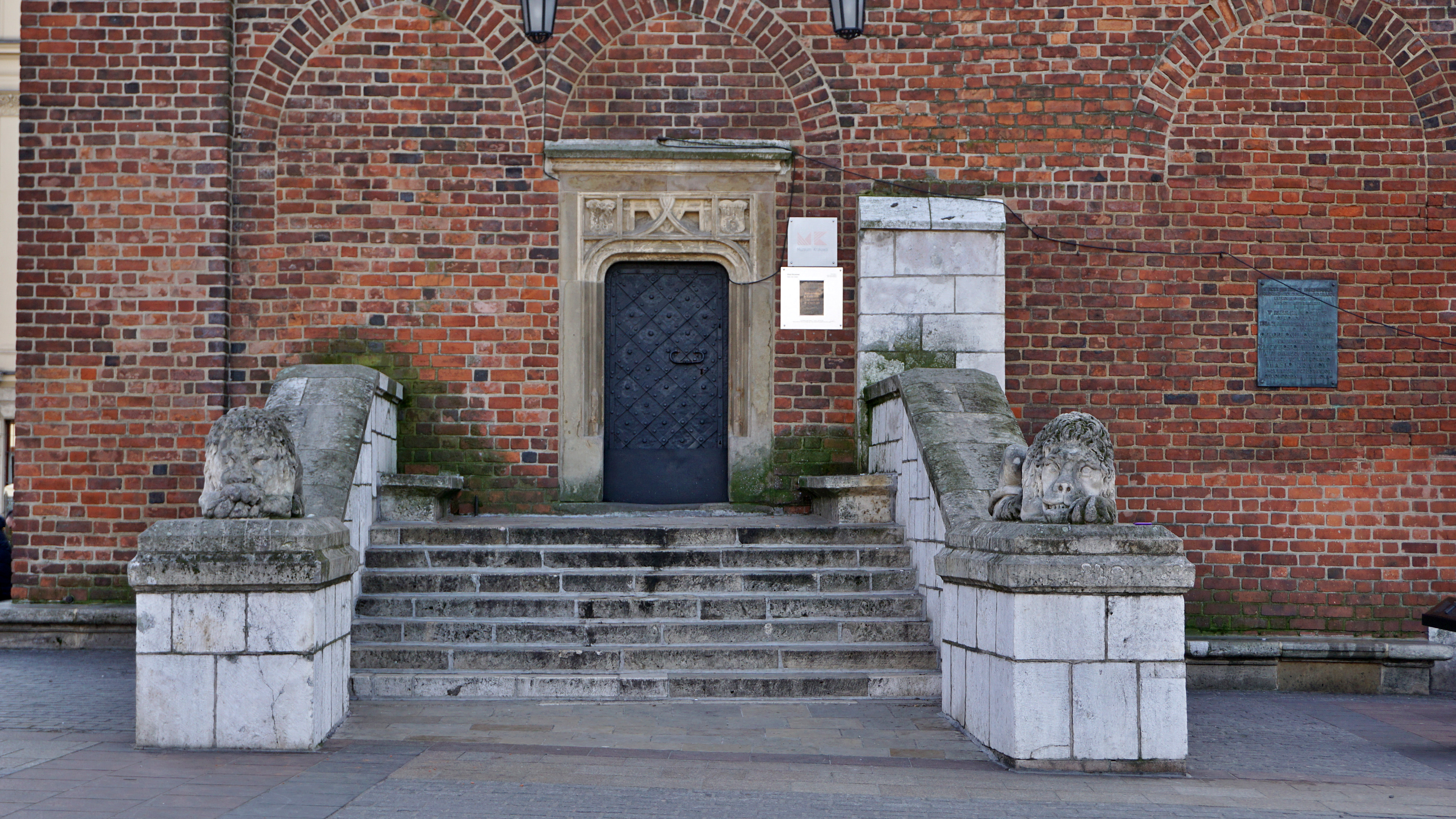
Entrada (2025)

La entrada a la torre está custodiada por un par de leones de piedra tallados a comienzos del siglo XIX. Fueron llevados a  Cracovia desde el palacio clasicista de la familia Morstin en Pławowice durante las renovaciones de 1961–1965, en las cuales se reconstruyeron incorrectamente los miradores de la segunda planta de la torre, bajo la dirección de una personalidad de la televisión local, el arquitecto Wiktor Zin. Por encima de la entrada está el portal gótico original con el escudo de la ciudad y el emblema de Polonia. Durante muchos años el sótano bajo la torre se ha usado como el espacio de actuaciones llamado "Escenario bajo el Ayuntamiento del renombrado Teatr Ludowy".
La torre sirve como una división del Museo de Historia de Cracovia con exposición permanente de fotografías de la Exposición de la Plaza del Mercado.

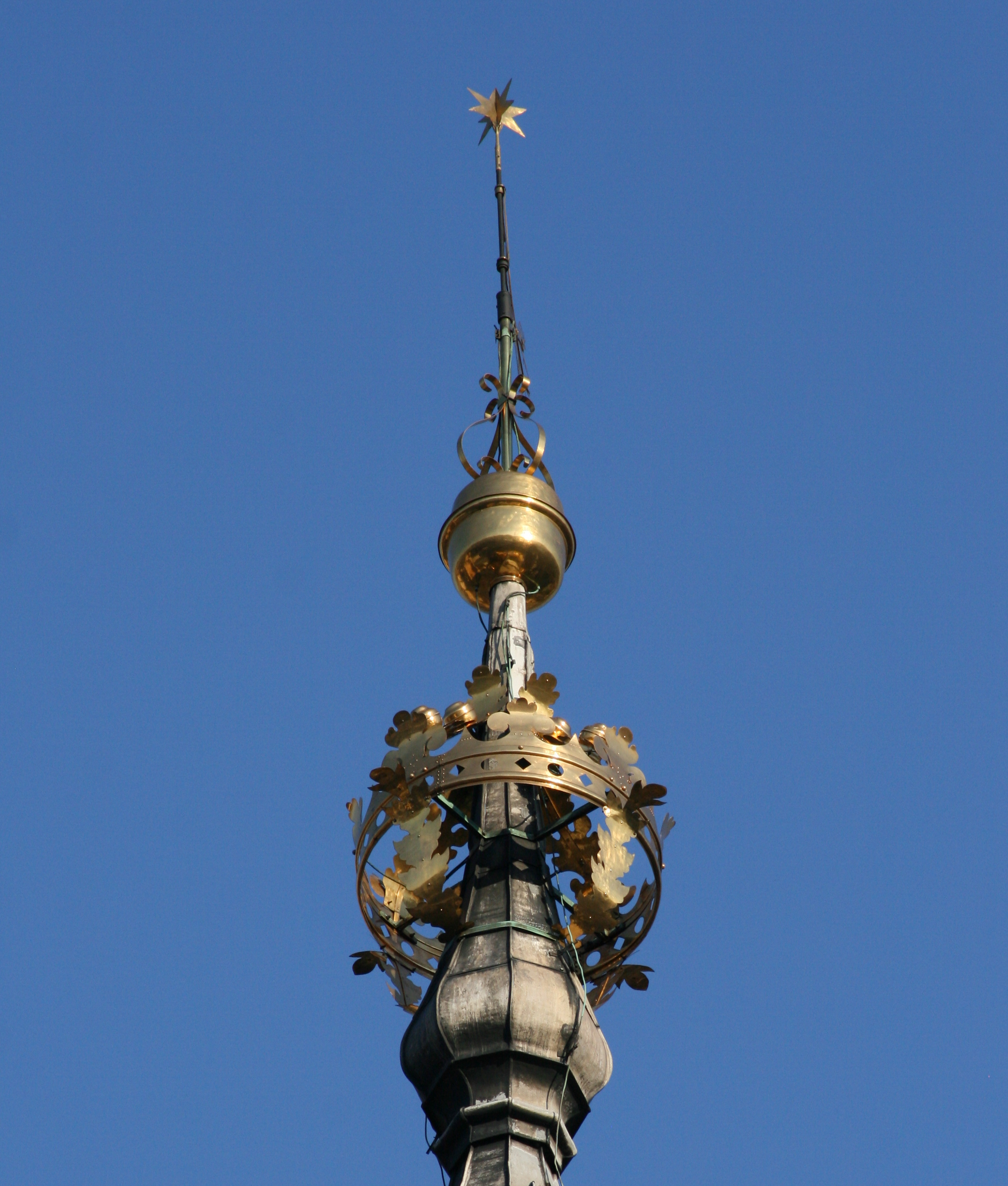
Detalle de la corona.